# Cultura mollo

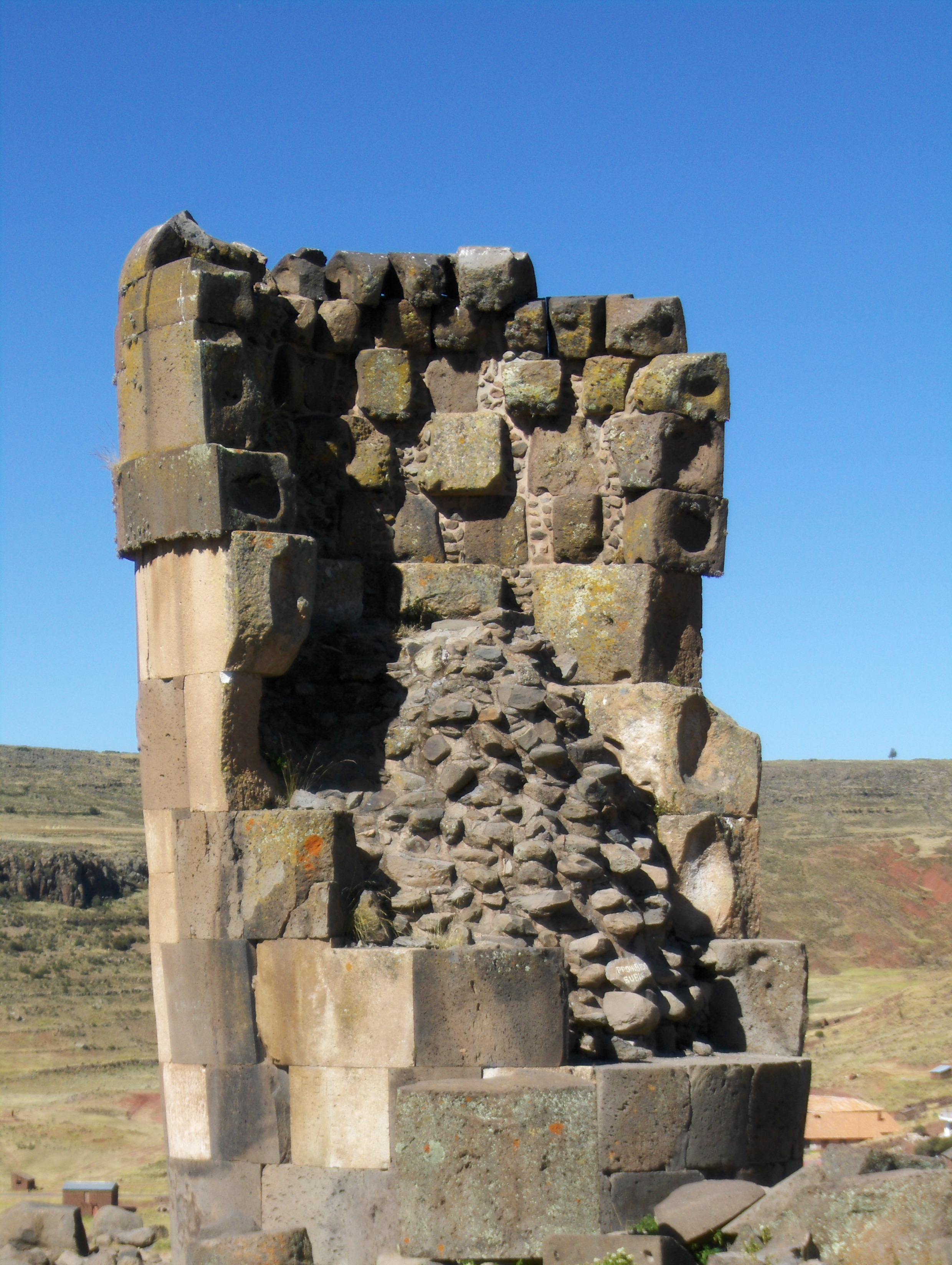
Una vista más cercana de una de las montañas de Sillustani.

La cultura mollo fue una civilización preincaica que habitó la zona occidental de la cordillera Real en el actual departamento de La Paz en Bolivia. Esta civilización apareció aproximadamente en el año 700 d. C. y se extendió hasta el 1300 o 1400 d. C. Su decaimiento se confunde con el arribo de los Incas a la zona, por lo cual se cree que estos absorbieron a los mollo, aprendiendo algunas técnicas constructivas de ellos.

## Arquitectura
Los mollos hicieron sus construcciones sobre pendientes entre la cordillera Real y la amazonía, entre los 1500 y 3000 m s. n. m. Uno de sus restos arqueológicos destacados lo constituye el sitio de Iskanwaya, encaramado en la cordillera a 1672 m s. n. m. en la provincia de Muñecas.
Destacan sus sistemas de acueductos para el riego en andenes o terrazas de cultivos. Utilizaron la piedra pizarra para sus construcciones, uniéndolas con barro mezclado con grava.

### Restos arqueológicos de la cultura Mollo
- Iskanwaya: complejo arquitectónico en el municipio de Aucapata, sin embargo no se tiene certeza de su origen mollo.[2]
- Marka pata: Es un complejo arquitectónico adjunto a Iskanwaya. Presenta habitaciones adyacentes una de otra, gran cantidad de andenes dotados de canales de riego y tumbas subterráneas. El sitio está en constante deterioro y desaparición debido a que la población viene utilizando y ampliando sus tierras hacia la zona arqueológica.[3]
- Mamakhoru: Su nombre significa «madre maldita», y fue una ciudadela construida en lo alto de un cerro, presenta muros a modo de fortificación y habitaciones construidas sobre terrazas en la ladera del cerro. Se cree que además de ser un sitio defensivo también cumplió labores ceremoniales. Una de las obras mejor logradas en «mama khoru» fue el acueducto que abstecía con agua al poblado, esta agua recorría 12 kilómetros desde el cerro «Kokorani» hasta la ciudadela mollo.[4]
- Chakanwaya: También conocido como Ananea Chakanwaya, es un sitio arqueológico de descubrimiento reciente en el cual se hallaron entierros en los cuales se observa el enterramiento jerárquico de los Mollo.[5]
- Pukanwaya: Es una ciudadela que se ubica cercano a la unión de los ríos Kankorani y Llika en el departamento de La Paz - Bolivia. Las construcciones se hallan sobre terrazas naturales a 20 metros sobre el lecho del río. La ciudadela se emplaza a ambos márgenes de ambos ríos dominando sus valles.[6]

## Otras artes
También hicieron objetos en bronce y oro, el bronce para objetos utilitarios y el oro para objetos religiosos. En su cerámica predomina el color rojo con adornos en negro y blanco, sobresaliendo los motivos geométricos.